# آرمیندو آرائوخو
آرمیندو آرائوخو (انگلیسی: Armindo Araújo؛ زادهٔ ۱ سپتامبر ۱۹۷۷) مهندس، و راننده رالی اهل پرتغال است.